# Dámaso I
Dámaso I (Gallaecia, 304-Roma, 11 de diciembre de 384) fue el 37.º papa de la Iglesia católica, desde el año 366 hasta su muerte, en el año 384. Es el santo patrón de los arqueólogos.
Su pontificado ha sido el décimo octavo más largo de la historia con 18 años, 2 meses y 11 días (un total de 6646 días). Su onomástica se celebra el 11 de diciembre. Su nombre en latín significa 'domador'. San Jerónimo fue su secretario.
Introdujo el uso de la voz hebraica Aleluya y la doxología trinitaria Gloria Patri (expresamente para combatir el arrianismo), participó en las obras de la Basílica de San Lorenzo Extramuros, y ordenó la traducción de la Biblia al latín, conocida como la «Vulgata».

## Introducción
Su vida coincidió con la subida al trono del Imperio Romano, de Constantino I, con la reunión y nueva división del Imperio Occidental y Oriental romano, con la expansión del arrianismo, con los problemas sucesorios y la proliferación de antipapas, así como con la expansión y legitimación del cristianismo a manos del emperador Constantino y su adopción como la religión del Estado Romano por parte de Teodosio I. Su pontificado se centró en la unificación y centralización del poder de la Iglesia y el Imperio. 
Su entrada dio lugar a controversias, siendo acusado de diversas controversias promovidas por separatistas del arrianismo, sin embargo fue absuelto por la justicia y luego, obtuvo el apoyo del emperador.

## Infancia
Nació probablemente en Gallaecia (actual Galicia, España). Creció en Roma, se hizo clérigo, y, finalmente, presbítero en la Iglesia de San Lorenzo.
Antonio, su padre, era sacerdote, probablemente de Gallaecia. El nombre de su madre, Laurencia (Lorenza), fue descubierto a finales del siglo XIX. Tuvo una hermana pequeña llamada Irene.

## Elección y disputa
Dámaso juró nunca recibir a ningún otro papa mientras viviese Liberio (ya que el Emperador había nombrado a Félix II como antipapa). Cuando este fue desterrado por el emperador Constancio II a Berea, Tracia, en el 354, Dámaso era ya archidiácono de la iglesia romana y siguió a Liberio en el exilio. Sin embargo, pronto regresó a Roma, y fue nombrado su secretario formando parte así del gobierno de la Iglesia.
Tras la muerte de Liberio el 24 de septiembre de 366, fue elegido papa, el 1 de octubre del 366, a los 62 años de edad y consagrado por Lorenzo, obispo de San Lucina, en la Basílica de Lucina.
Sin embargo, un gran número de conservadores seguidores de Liberio lo rechazaron y escogieron a su diácono, Ursicinus (Ursicino), partidario del arrianismo de Milán, siendo consagrado de forma simultánea por Pablo, obispo de Tivoli, y apoyado por los diáconos y el laicado en general, mientras que otra facción, antes leal al antipapa Félix II, apoyaba a Dámaso, lo cual provocó a principios de octubre una pugna por el nombramiento del nuevo papa, llegándose incluso al derramamiento de sangre. Tal fue la violencia que los dos prefectos (praefecti) de la ciudad fueron llamados para restaurar el orden y condujeron a los simpatizantes de Ursicino a los suburbios y, según Ammianus Marcellinus, en la basílica liberiana de Sicininus (actual basílica de Santa María la Mayor) murieron 137 personas producto de la violencia.
Luego, Juvenco, uno de los prefectos de Roma, propuso el destierro de Ursicino y de sus colaboradores, los diáconos Amancio y Lupo, a la Galia. El emperador Valentiniano, tras tres días de trifulcas, repuso el orden, reconoció a Dámaso, y conminó en el año 367 desterrando a Ursino y sus colaboradores a una colonia, por lo que Dámaso, gracias al apoyo de los prefectos y del Emperador, quedó como sumo pontífice y, aunque posteriormente Valentiniano les permitió volver a Milán, al conspirar de nuevo, dos meses más tarde les prohibió volver a Roma o su entorno, enviándolos a la Galia. Así, los partidarios del antipapa se reunieron en Milán junto a los arrianos y continuaron pretendiendo su sucesión y persiguiendo a Dámaso hasta la muerte de Ursicino.

## Comienzos del papado
Desde los inicios de su pontificado, Dámaso optó por no ceder ante otras doctrinas cristianas, y se enfocó en lograr unidad y centralismo en la iglesia. El Imperio romano comenzó a fracturarse, formando un imperio en occidente y otro en oriente, lo que configuró a la Iglesia como un nexo entre ambas partes. Además, la figura del emperador se consolidó en el Dominado, por lo que adoptó una forma mística, legitimada y enviada por Dios, que buscaba el centralismo del poder mediante el apoyo de la Iglesia.
Por otro lado, la Iglesia comenzó a adquirir el papel de director político y vehículo y creador del saber de la época, tratando de unificar las ciencias y centralizando el poder, rechazando como herejía todo aquello mágico, irracional o contrario a la autoridad cristiana; por lo que se impone frente a otras doctrina. Este objetivo se busca mediante el desarrollo de una estrategia de cinco brazos:
- Unificar los sagrados.
- Perseguir y condenar otras interpretaciones doctrinales.
- Lograr el apoyo del Imperio.
- Excomulgar los sectores contrapuestos.
- Centralizar el poder en la figura del papa.

### Medidas contra la oposición doctrinal

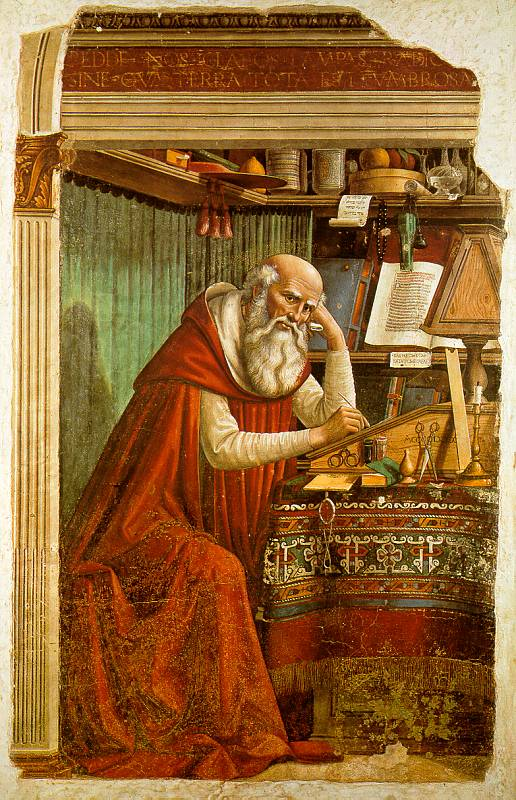
San Jerónimo, padre de la Iglesia, secretario y seguidor de Dámaso.

Mediante dos concilios romanos, en los años 368 y 369 respectivamente, Dámaso condenó el apolinarismo y el macedonianismo. Del mismo modo, en el año 370 Dámaso formó en Roma un concilio para determinar las medidas contra el arrianismo. Ursacio de Singuidón y Valente de Mursa fueron condenados y Atanasio de Alejandría fue nombrado para luchar y contrarrestar a los arrianos.
Así, el año 373, Aujencio y sus adherentes fueron condenados y excomulgados. Además se confirmaron las confesiones de Nicea, y todo lo que se había hecho en perjuicio de ella en la Asamblea de Rimini se declaró nulo. En el sínodo romano del año 374, San Dámaso I promulgó el Canon de Escritura Sagrada, es decir, una lista de los libros de los Viejos y Nuevos Testamentos que deben ser considerados la palabra inspirada de Dios.

Con el fin de realizar una centralización del poder eclesiástico e imperial, su secretario San Jerónimo consigue que el 29 de julio de 370 el emperador Valentiniano prohibiera a los eclesiásticos y monjes meterse en las casas de las viudas y en las de las doncellas huérfanas a las que dirigían, y de recibir de ellas algún don, ya fueran donaciones o herencias. Dámaso hizo que la ley fuese estrictamente observada.
La primacía de la Santa Sede fue defendida mediante actas y decretos imperiales, donde basa la supremacía eclesiástica de la Iglesia Romana en las propias palabras de Jesucristo y no en decretos conciliares. En consonancia continúa con su cruzada y en el año 377, en un concilio en Roma, condena a Apolinario y a su discípulo Timoteo, obispo de Alejandría. La persecución a posturas divergentes motivó que muchos se retractasen y juraran fidelidad a la doctrina oficial para evitar la condena pública.
Las reformas impulsadas en este periodo, tenían por objeto unificar el culto, y dieron origen a algunas de las tradiciones más antiguas del catolicismo, como la introducción de la voz hebrea aleluya para referirse a la resurrección de Jesús (la expresión, que ya existía entonces, se utilizaba exclusivamente en el rito judaico) y el reconocimiento del obispo de Roma como el predominante entre todos. En consonancia con esto, Optato, obispo de Milevi, publica su obra en donde enumera a los obispos de Roma empezando por Simón Pedro y terminando en Dámaso. Siendo este el único documento conocido con información sobre algunos de ellos.

### ElVicariato
Cuando en el 379 Iliria fue separada del Imperio de Occidente, Dámaso actuó para salvaguardar la autoridad de la Iglesia romana dentro del imperio creando una vicaría apostólica y nombrando para ella a Ascolio, obispo de Tesalónica. Este fue el origen del Vicariato papal, que estuvo ligado a la Santa Sede durante un largo periodo de tiempo. Con su apoyo, continuó condenando otras conductas divergentes y, así, convocó el Concilio de Aquileya en el año 381, en el cual se condenó a Paladio y a Secundiano, obispos de la provincia de Llírico.
Un caso especial es el de Prisciliano, que fue condenado por el Concilio de Zaragoza en el 380. Considerado un hereje, su caso llamó la atención de Dámaso, quien trató en vano de liberarlo. Se sospecha que esta excepción se debe a que Dámaso era, por parte paterna, de origen gallego, al igual que Prisciliano.
Mediante el decreto de Teodosio I, «De fide católica», se declaró al Cristianismo como la religión del Estado Romano, el 27 de febrero de 380, en concreto, en concreto el cristianismo predicado por san Pedro, de la cual Dámaso era cabeza suprema y, por lo tanto, primer beneficiario de dicho acto.
Tras la muerte de Teodosio se produce la división del Imperio Romano. Para evitar la confrontación religiosa, la Iglesia Oriental recibió una gran ayuda económica y el apoyo de Dámaso contra el arrianismo a través de Basilio de Cesárea. Igualmente, Dámaso también envió legados al Concilio de Constantinopla en el año 381, y luego, con relación al Cisma Meletiano en Antioquía y, junto con Atanasio y Pedro de Alejandría, simpatizaron con el partido de Paulino que se postulaba como representante de la ortodoxia de Nicea.
Dámaso siguió en su línea centralizando el poder eclesiástico bajo su figura, frente al poder imperial y político. Años después apoyó la petición de los senadores cristianos y del emperador Graciano ante los senadores no cristianos para retirar el Altar de la Victoria del Senado.

### Controversias
Tras la muerte de Atanasio en el año 373, aumentó la presión de los arrianos quienes obligaron a su sucesor, Pedro de Alejandría, a buscar refugio en Roma. Allí permaneció cinco años a la espera de que la situación se volviese favorable. Durante este tiempo se produce la muerte del emperador Valentiniano y resurge un antipapa, Ursicino, quien con el apoyo del Arrianismo intenta legitimarse a Dámaso como autoridad suprema de la Iglesia romana.
Así, en el destierro al que los llevó el recientemente difunto emperador, los partidarios de Ursicino lanzaron una acusación de adulterio que fue presentada contra Dámaso en el 378 ante la corte imperial, siendo exonerado por el propio emperador Graciano. Luego, un concilio ratificaría su inocencia y excomulgaría a los acusadores.
Tiempo después Ursicino, junto a un judío llamado Isaac, acusó al papa ante el emperador Teodosio. Considerando Teodosio que su relación con Dámaso era imprescindible tomó la denuncia como calumniosa e Isaac fue severamente castigado y desterrado a un paraje en España.
Aunque no salió condenado, muchos, tanto dentro como fuera de la sociedad cristiana, vieron en él a un hombre cuyas ambiciones mundanas pesaban más que sus preocupaciones pastorales. Praetextatus, un aristócrata rico y sacerdote pagano, bromeaba refiriéndose a Dámaso diciendo: «Háganme obispo de Roma y me haré cristiano». Incluso algunos de sus críticos llamaban a este tema «la cuestión delicada al oído de las damas».

### Instauración del Canon bíblico

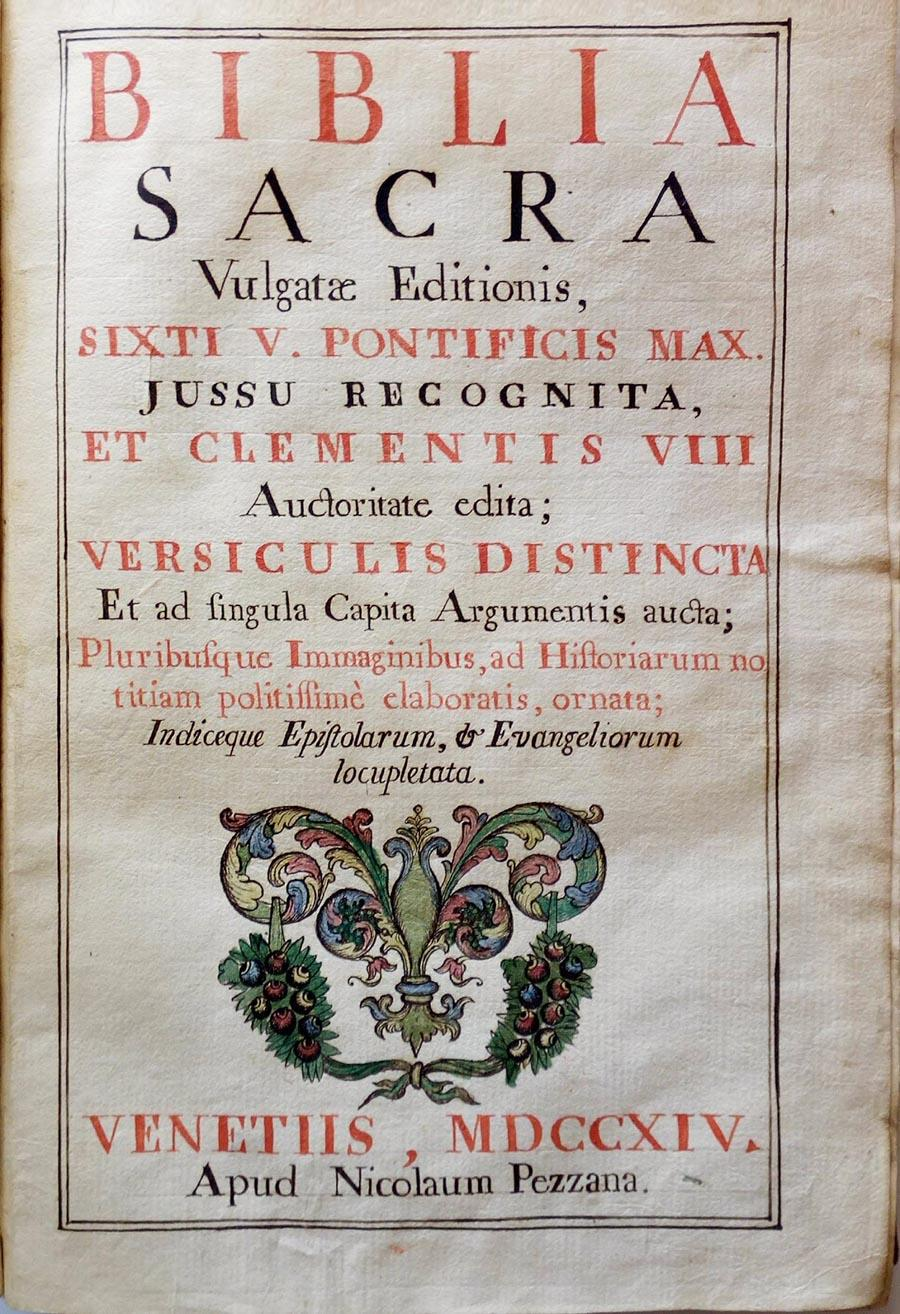
La traducción latina de la Biblia se convirtió en la versión más extendida, la denominada Vulgata.

En el sínodo del año 374, expidió un decreto en el cual se hizo un listado de los libros canónicos del Antiguo y Nuevo Testamento. Por ello, le pidió al historiador Jerónimo de Estridón utilizar este canon y escribir una nueva traducción de la Biblia que incluyera un Antiguo Testamento de 46 libros y el Nuevo Testamento con sus 27 libros. Jerónimo viajó entonces a oriente para hacer vida eremítica y volvió años después a Roma, pasando durante algún tiempo a ser su secretario particular. Finalmente fue en el Concilio de Roma del año 382, comandado por el papa Dámaso I, cuando la Iglesia Católica instituyó el Canon Bíblico con la lista del Nuevo Testamento de San Atanasio y los libros del Antiguo Testamento de la Versión de los LXX; esta versión fue traducida del griego al latín por San Jerónimo por encargo del mismo papa San Dámaso I, que en la práctica sería la primera Biblia en el sentido concreto y pleno de la palabra.
Cuando Dámaso envió a Jerónimo a realizar su revisión de las versiones hebreas más tempranas de la Biblia, este realizó una traducción conocida como la Vulgata, que se hizo popular por estar escrita en latín. Esta versión fue aprobada por el Concilio de Trento en 1546, adoptada oficialmente en la liturgia y empleada por la Iglesia Católica durante cerca de quince siglos sustituyendo a la Vetus Latina y provocando que el latín se convirtiera en la lengua principal del culto.
Durante diez años, Dámaso y Jerónimo intercambiaron correspondencia, en la que se hicieron preguntas y cuestiones sobre distintos temas de índole religiosa y político-eclesiástica. Actualmente se conocen ocho cartas, seis de Jerónimo a Dámaso y dos de Dámaso a Jerónimo.

## Correspondencia de Jerónimo y Dámaso

### Carta XV a Dámaso

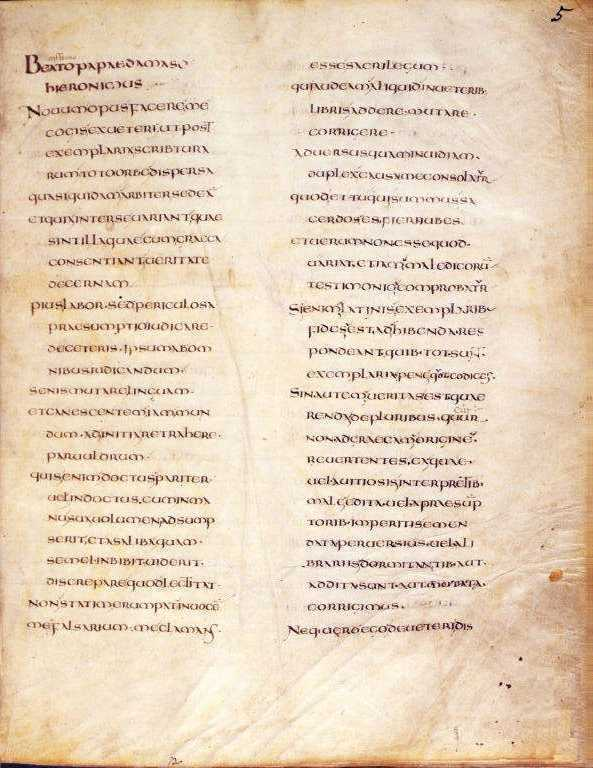
Carta de San Jerónimo de Estridón a Dámaso.

Esta carta, escrita en el 376 o 377, ilustra la actitud de San Jerónimo respecto a su visión de Roma, sostenida por Dámaso en este periodo, siendo un gran amigo y admirador suyo. En ella, se refiere a Roma como la escena de su propio bautismo y como una iglesia donde la fe verdadera ha permanecido intacta; y, acatando la doctrina de la salvación solo dentro del palio de la Iglesia romana, San Jerónimo realiza dos preguntas:
- ¿Quién es el verdadero obispo de los tres que demandan dicha consideración para sí en Antioquía?
- ¿Cuál es la terminología correcta para hablar de la Deidad, de tres o de uno? Con esta última pregunta, además, adjunta su propia opinión.

Y yo pregunto, ¿puede alguno ser tan profano para hablar de tres esencias o sustancias en la Deidad? Hay una naturaleza de Dios y es única; y éste y sólo éste realmente lo es. El absoluto ser no derivó de ninguna otra fuente, es todo propio. Todas las demás cosas que son todas las cosas creadas, aunque parezcan ser no lo son. Había un tiempo en el que ellas no eran, y el que una vez no fue puede dejar de ser. Sólo Dios es eterno, es decir, quien no tiene ningún principio, realmente merece ser llamado una esencia.[...] quienquiera que en nombre de la religión declara que hay en la Deidad tres elementos, tres hipóstasis, es decir, esencias, se esfuerza realmente de afirmar tres naturalezas de Dios [...] ¡Pero quizás la fe de Roma nunca va en esa dirección! ¡Quizás los corazones devotos de sus gentes nunca son infectados por tales doctrinas impías! Déjenos estar satisfechos por hablar de una sustancia y de tres personas sustituibles perfectas, iguales, coeternas. Déjenos mantener una hipóstasis si ese es su deseo, y no hablar en absoluto de tres. Es un mal signo cuando los que piensan la misma cosa usan palabras diferentes. Déjenos estar satisfechos por la forma de credo que hasta ahora hemos usado. O, si usted lo piensa que es correcto que yo debiera hablar de tres hipóstasis, explicando lo que quiero decir con ellas, estoy preparado para asumirlo. Pero créame, hay veneno ocultado bajo su miel.
San Jerónimo de Estridón, Carta XV enviada a San Dámaso.

### Carta XVI a Dámaso
Esta carta, escrita unos meses después de la precedente, es otra petición a Dámaso para denunciar que la presión de los arrianos aumenta cada vez más y para que este se pronuncie al respecto. Además, San Jerónimo declara que su respuesta a las facciones contrarias al régimen de Roma en Antioquía queda ejemplificada de tal forma que «únicamente quien se una a la silla de Pedro será aceptado por mí», mostrando su apoyo incondicional a Dámaso.

El enemigo infatigable me sigue de cerca, y los asaltos que sufro en el desierto son más severos que nunca; para delirios de frenesí de los arrianos y los poderes mundiales lo apoyan. La Iglesia está dividida en tres facciones y cada una de ellas está impaciente por cogerme para sí. La influencia de los monjes es de alto nivel y está dirigida contra mí. Mientras tanto, sigo gritando: «Únicamente quien se una a la silla de Pedro será aceptado por mí».
San Jerónimo de Estridón, Carta XVI enviada a San Dámaso.

### Carta XVIII a Dámaso

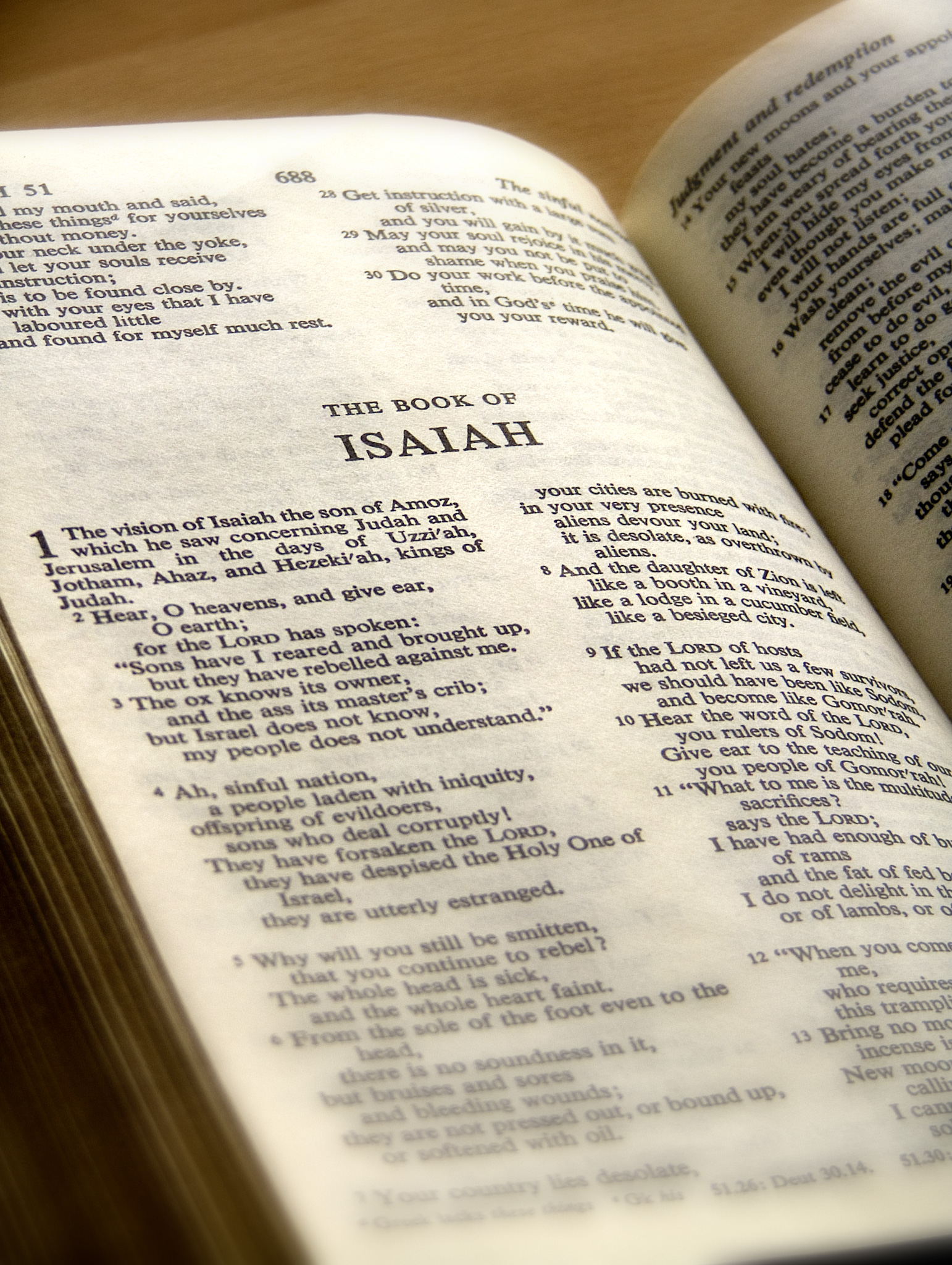
En la Carta XVIII San Jerónimo discute algunos detalles del Libro de Isaías.

Este escrito fue realizado en Constantinopla en el año 381 por San Jerónimo. En él se explican los detalles la visión registrada en el sexto capítulo del Libro de Isaías, y se extiende detallando su significado místico, además de estudiar el significado del término serafín (en hebreo, «seraphim» es una orden de ángeles con seis alas cada uno, descritos por «Isaiah» en la Biblia).

Algunos de mis precursores muestran al Señor sentado sobre un trono, Dios Padre, y utilizan la figura del serafín para representar al Hijo y el Espíritu Santo. No estoy de acuerdo con ellos, Juan expresamente nos dice que es Cristo, y no el Padre, a quien el profeta vio. [...] La palabra serafín podría significar brillo o inicio del discurso, y los dos serafines simbolizan el Viejo y Nuevo Testamento. ¿No se quemó nuestro corazón dentro de nosotros (dijeron los discípulos) mientras Él nos abrió las Escrituras? Además, el Antiguo testamento está escrito en hebreo, y ésta es, incuestionablemente, la lengua original del hombre.[...] Independientemente, leemos en el Antiguo testamento y lo encontramos también en el Evangelio, y lo que leemos en los Evangelios se deduce del Antiguo Testamento. No hay ninguna discordia entre ellos, ningún desacuerdo. En ambos Testamentos se predica la Santa Trinidad.
 San Jerónimo de Estridón, Carta XVIII enviada a San Dámaso.

La carta es sensible a pruebas, lo que permite meticulosidad de los estudios de Jerónimo. No solo hace varias citas a versiones griegas de Isaías en apoyo de su argumento, sino que vuelve al hebreo original y realiza interpretaciones que chocan en muchos casos con aquellas ya consagradas.

### Carta XIX a Jerónimo
En esta breve carta, enviada a San Jerónimo en el año 383, Dámaso le pide una explicación sobre la palabra Hosanna.

### Carta XX a Dámaso
En esta carta escrita en Roma en el año 383, Jerónimo expone la respuesta a la pregunta de la carta anterior. Analizando el error de Hilario de Poitiers, que supuso la expresión significarse «el rescate de la casa de David», continúa mostrando que en los evangelios es una cita del Salmo CXVIII (Súplica de David) y que su significado verdadero es redimir apelando a las escrituras en hebreo mientras afirma:

Déjenos, abandone los arroyos de conjetura y vuelva al manantial. Es de las escrituras hebreas desde donde la verdad debe ser dibujada.
San Jerónimo de Estridón, Carta XX enviada a San Dámaso.

### Carta XXI a Dámaso
En esta carta Jerónimo, a petición de San Dámaso, da una explicación minuciosa de la parábola del hijo pródigo.

### Carta XXXV a Jerónimo

Dos de las cuestiones de Dámaso en esta carta giran en torno al capítulo 22 del Génesis donde Abraham debe sacrificar a su hijo Isaac como prueba de su fe.

En esta correspondencia, escrita en Roma en el año 384 a. C., Dámaso realiza cinco preguntas a Jerónimo:

- ¿Cuál es el significado de las palabras «Aquél que matare a Caín recibirá una venganza diez veces más mayor»?

- Si Dios ha hecho todas las cosas buenas, ¿cómo es que le pide a Noé que se encargue de los animales impuros, y le dice a Pedro «No puedes llamar ordinario aquello que Dios ha purificado»?

- ¿Cómo es que en el versículo 16 del capítulo XV del Génesis se aseguró que «con la cuarta generación volverán a reunirse de nuevo» para afirmarse en el versículo 18 del capítulo XIII del Éxodo que «en la quinta generación los hijos de Israel que se acercaron a las tierras de Egipto»?

- ¿Por qué Abraham recibió la circuncisión como señal de su fe?

- ¿Por qué Dios dejó a Isaac, que era un hombre honrado y el entregado a Él, convertirse en «el estafador de Jacob»?

San Jerónimo de Estridón, Carta XXXV enviada a San Dámaso.

### Carta XXXVI a Dámaso
Esta carta recoge las respuestas que San Jerónimo proporciona a Dámaso en referencia al anterior escrito. Para las preguntas segunda y cuarta remite a Dámaso a las escrituras de Tertuliano, Novaciano y Orígenes. Para las otras tres detalla distintas respuestas concisas al respecto.
- Sobre la primera pregunta, San Jerónimo entiende que puede significar «el asesino de Caín completará siete veces la venganza que debe ser ejecutada sobre él».[n. 2]

- Jerónimo de Estridón propone tratar el versículo 18 del capítulo XIII del Éxodo junto con el versículo 16 del capítulo XV del Génesis, suponiendo que en un lugar la tribu de Leví se remite a otra persona en la tribu de Judas. Él sugiere, sin embargo, que las palabras dadas en el capítulo LXX «en la quinta generación» signifiquen «adornado» o «cargado».

- En respuesta a la pregunta sobre Isaac, San Jerónimo afirma:

Ningún hombre a excepción de aquel que se ha dignado a poner su carne para nuestra salvación tiene un conocimiento total y un asimiento completo de la verdad. Pablo, Samuel, David, Elisha, todos cometen errores, y los hombres santos sólo conocen lo que Dios les revela
San Jerónimo de Estridón, Carta XXXVI enviada a San Dámaso.

## Restauraciones y escritos
La construcción más destacable de Dámaso fue el acondicionamiento del oratorio construido por Constantino I sobre la tumba de San Lorenzo, (que luego el papa Pelagio II convertiría en la Basílica de San Lorenzo Extramuros, y la dotó con instalaciones para los archivos de la Iglesia Romana), convirtiéndola en su propia casa en el año 380 por lo que conserva el nombre de «Casa de Dámaso». Además, en el año 258 pavimentó con mármol la parte de la Vía Apia llamada La Platonia (Platona o pavimento de mármol) que conducía a lo que en el siglo IX sería consagrada como la basílica de San Sebastián, en honor al supuesto traslado temporal a ese lugar de los cuerpos de los apóstoles San Pedro y San Pablo.
Dámaso construyó un baptisterio en honor a san Pedro que todavía se conserva en las criptas vaticanas. También secó esta zona subterránea para que los cuerpos que se enterraran allí (beati sepulcrum juxta Petri) no pudieran ser afectados por agua estancada o por inundaciones.
Existen escritos que confirman que también compuso varios resúmenes epigramas de diversos mártires y santos y algunos himnos en verso y prosa, pero ninguna de dichas obras se ha conservado. Solo han sobrevivido algunas cartas, la mayoría espurias.

## Muerte
Dámaso muere el 11 de diciembre del año 384, a los 80 años, tras un pontificado de 18. Según  Liber Pontificalis fue enterrado junto con su madre y su hermana en una de las catacumbas de las iglesias que había hecho edificar entre los cementerios de Calixto y Domitilla en el camino de Ardea, hoy conocida como Vía Ardeatina o Vía Argentina, en la tumba que él mismo se había preparado alejada de las cenizas de los mártires, donde después se construyó sobre su sepulcro la Basílica de San Dámaso. Sin embargo, sus restos fueron trasladados a la Iglesia de San Lorenzo antes de que fuera destruida.
Las ruinas de la Basílica de San Dámaso fueron descubiertas en 1902 por monseñor Wilpert, quien encontró también el epitafio dejado por su madre. Gracias a ello se supo que su nombre era Lorenza, que había estado sesenta años viuda y que murió a los ochenta y nueve años tras haber conocido a sus bisnietos.
En 1928 la Asociación Pro Catacumbas de San Dámaso, encargada por la Santa Sede para la conservación y excavación de las mismas, recaudó fondos para sufragar los gastos de conservación y estudios de las catacumbas de San Dámaso, para lo que solicitaron la emisión de unos sellos al gobierno español y al pontífice Pío XI. La autorización llegó mediante la orden 13/07/1928 que estableció que solo se venderían en Santiago de Compostela y en Toledo, por lo que se emitieron dos series de dieciséis valores cada una con la imagen de Pío XI y Alfonso XIII.
Desde 2011, este santo da nombre a la Universidad Eclesiástica San Dámaso, centro católico de educación superior perteneciente al Arzobispado de Madrid, en España, en el que se puede estudiar Teología, Derecho Canónico, Ciencias Religiosas, Literatura Cristiana y Clásica, y Filosofía.